# Alojzy Krannerwetter
Alojzy Kazimierz Krannerwetter (ur. 6 września 1899 w Przemyślu, zm. 3 lutego 1973 w Londynie) – podpułkownik artylerii Wojska Polskiego.

## Życiorys
Urodził się 6 września 1899 w Przemyślu. Podczas I wojny światowej wstąpił do Legionów Polskich, służył w 5 pułku piechoty. Został przyjęty do Wojska Polskiego i brał udział w wojnie polsko-bolszewickiej o niepodległość Polski. Został awansowany na stopień porucznika artylerii ze starszeństwem z dniem 1 czerwca 1919. W 1923, 1924 był oficerem 24 pułku artylerii polowej w Jarosławiu. Na przełomie lat 20. i 30. był oficerem jarosławskiego 10 dywizjonu artylerii konnej . W tym czasie został awansowany na stopień kapitana artylerii ze starszeństwem z dniem 1 stycznia 1929. W późniejszych latach 30. awansowany na stopień majora.
Po wybuchu II wojny światowej w kampanii wrześniowej był dowódcą II dywizjonu 17 pułku artylerii lekkiej. 16 września 1939 został ranny. Dostał się do niemieckiej niewoli. Przebywał kolejno w Stalagu XXI A, Stalagu X A (od 23 marca 1940), Oflagu XII A Hadamar (od 9 maja 1942) oraz Oflagu VI B Dössel (od 17 września 1942) .
Po uwolnieniu z niewoli został przyjęty do Polskich Sił Zbrojnych i przydzielony do 14 pułku artylerii lekkiej na stanowisko zastępcy dowódcy pułku. Awansowany na stopień podpułkownika artylerii. Pozostał na emigracji w Wielkiej Brytanii. Zmarł 3 lutego 1973 w Londynie.

## Ordery i odznaczenia
- Krzyż Srebrny Orderu Virtuti Militari nr 13534 (listopad 1966)[12]
- Krzyż Walecznych (dwukrotnie, przed 1923)
- Medal Niepodległości (15 czerwca 1932)[14]
- Srebrny Krzyż Zasługi (10 listopada 1928)[15]
- Medal 10 Rocznicy Wojny Niepodległościowej (Łotwa, 1929)[16]